# Twist Around the Clock
Twist Around the Clock é um filme musical americano lançado em 1961. Foi um remake de Sam Katzman e Robert E. Kent's para Rock Around the Clock. Como Rock Around the Clock, que foi seguido por uma sequência intitulada, Don't Knock the Rock, o filme foi seguido por uma sequência intitulada, Don't Knock the Twist.

## Sinopse
Um gerente em dificuldades visita uma cidade de feno e descobre uma nova loucura de dança, "o Twist" e espera transformá-la em uma sensação de um dia para o outro em todo o país.
| “             | Twist Around the Clock custou apenas $250.000 para fazer, mas em menos de seis meses, totalizou seis milhões - portanto, é claro que vou fazer mais filmes de 'Twist'! | ” |
| — Sam Katzman | |   |

## Cantores e bandas no elenco
- Chubby Checker como Chubby Checker
- Dion DiMucci como Dion (Dion)
- Vicki Spencer como Vicki Spencer
- The Marcels como The Marcels
- Cornelius Harp como The Marcels Lead Singer
- Fred Johnson como The Marcels Bass Singer (as The Marcels)
- Gene Bricker como The Marcels Singer
- Ronald Mundy como The Marcels Singer
- Richard Knauss como The Marcels Singer
- Allen Johnson como The Marcels Singer
- Clay Cole como Clay Cole
- John Cronin como Mitch Mason
- Mary Mitchel como Tina Louden
- Maura McGiveney como Debbie Marshall
- Tol Avery como Joe Marshall
- Alvy Moore como Dizzy Bellew
- Lenny Kent como Georgie Clark
- Tom Middleton como Jimmy Cook
- Jeff Malloy como Larry Louden
- John Bryant como Harry Davis